# Samuel Aguilar
Samuel Aguilar Alvarenga (Assunção, 16 de março de 1933 - 12 de maio de 2013) foi um futebolista paraguaio que atuava como goleiro.

## Carreira
Samuel Aguilar fez parte do elenco da Seleção Paraguaia de Futebol, na Copa do Mundo de  1958.